# Parole in circolo
Parole in circolo – trzeci album studyjny włoskiego piosenkarza Marco Mengoniego wydany 13 stycznia 2015 roku nakładem wytwórni Sony Music Italy. 
Płytę promowały single „Guerriero”, „Esseri umani” i „Io ti aspetto”.
Płyta dotarła do pierwszego miejsca włoskiej listy najczęściej kupowanych krążków oraz zdobyła certyfikat podwójnej platynowej płyty za osiągnięcie wyniku ponad 100 tys. sprzedanych egzemplarzy w kraju.

## Lista utworów
Spis sporządzono przy użyciu materiału źródłowego:
| Nr  | Tytuł utworu             | Autor(zy)                                                    | Długość |
| --- | ------------------------ | ------------------------------------------------------------ | ------- |
| 1.  | „Guerriero”              | Marco Mengoni, Fortunato Zampaglione, Michele Canova Iorfida | 4:04    |
| 2.  | „Esseri umani”           | Mengoni, Matteo Valli                                        | 3:32    |
| 3.  | „Invincibile”            | Mengoni, Ermal Meta, Matteo Buzzanca                         | 3:27    |
| 4.  | „Io ti aspetto”          | Mengoni, Meta, Dario Faini                                   | 3:47    |
| 5.  | „La neve prima che cada” | Mengoni, Meta, Faini                                         | 3:55    |
| 6.  | „Come un attimo fa”      | Mengoni, Norma Jean Martine, Adam Argyle, Martin Brammer     | 3:24    |
| 7.  | „Ed è per questo”        | Mengoni, Zampaglione                                         | 3:34    |
| 8.  | „Se sei come sei”        | Alessandro Raina, Buzzanca                                   | 3:25    |
| 9.  | „Se io fossi te”         | Luca Carboni, Coffee, Busbee                                 | 3:28    |
| 10. | „Mai e per sempre”       | Mengoni, Valli                                               | 3:44    |
|     |                          |                                                              | 36:20   |

| Parole in circolo — dodatkowy utwór na iTunes | Parole in circolo — dodatkowy utwór na iTunes | Parole in circolo — dodatkowy utwór na iTunes                | Parole in circolo — dodatkowy utwór na iTunes |
| Nr                                            | Tytuł utworu                                  | Autor(zy)                                                    | Długość                                       |
| --------------------------------------------- | --------------------------------------------- | ------------------------------------------------------------ | --------------------------------------------- |
| 1.                                            | „Guerriero”                                   | Marco Mengoni, Fortunato Zampaglione, Michele Canova Iorfida | 4:04                                          |
| 2.                                            | „Esseri umani”                                | Mengoni, Matteo Valli                                        | 3:32                                          |
| 3.                                            | „Invincibile”                                 | Mengoni, Ermal Meta, Matteo Buzzanca                         | 3:27                                          |
| 4.                                            | „Io ti aspetto”                               | Mengoni, Meta, Dario Faini                                   | 3:47                                          |
| 5.                                            | „La neve prima che cada”                      | Mengoni, Meta, Faini                                         | 3:55                                          |
| 6.                                            | „Come un attimo fa”                           | Mengoni, Norma Jean Martine, Adam Argyle, Martin Brammer     | 3:24                                          |
| 7.                                            | „Ed è per questo”                             | Mengoni, Zampaglione                                         | 3:34                                          |
| 8.                                            | „Se sei come sei”                             | Alessandro Raina, Buzzanca                                   | 3:25                                          |
| 9.                                            | „Se io fossi te”                              | Luca Carboni, Coffee, Busbee                                 | 3:28                                          |
| 10.                                           | „Mai e per sempre”                            | Mengoni, Valli                                               | 3:44                                          |
| 11.                                           | „Time of My Life”                             | Martine, Argyle, Brammer                                     | 3:23                                          |
|                                               |                                               |                                                              | 39:43                                         |

## Personel
W sesji nagraniowej płyty wzięli udział:
- Marco Mengoni – wokal, aranżacja wokalu i rogów
- Sean Hurley, Giovanni Pallotti – gitara basowa
- Tim Pierce, Alessandro De Crescenzo – gitara
- Blair Sinta – perkusja
- Michele Canova Iorfida – programowanie perkusji
- Jeff Babko – organy Hammonda
- Marco Tamburini, Roberto Rossi – rogi
- Marco Tamburini – aranżacja rogów
- Christian Rigano, Michele Canova Iorfida – instrumenty klawiszowe
- Jeff Babko – fortepian
- Michele Canova Iorfida – producent
- Christian Rigano, Michele Canova Iorfida – programowanie
- Jeff Babko – rhodes
- Christian Rigano – syntezator

## Notowania i certyfikaty
| Kraj       | Lista (2015)   | Najwyższe miejsce |
| ---------- | -------------- | ----------------- |
| Włochy     | Album Top 100  | 1                 |
| Szwajcaria | Albums Top 100 | 14                |

| Kraj   | Certyfikat | Sprzedaż |
| ------ | ---------- | -------- |
| Włochy | 2x Platyna | 100 000  |